# موسى ليتل
موسى ليتل (8 مايو 1724 - 27 مايو 1798)، ولد في نيوبري بماساشوستس. خدم موسى ليتل في ميليشيا ماساتشوستس أثناء حرب الاستقلال الأمريكية.
شارك مع سريته في معارك ليكسنجتون وكونكورد في 19 أبريل 1775. وبعد ليكسنجتون وكونكورد، تمت ترقية موسى ليتل إلى رتبة كولونيل وعين قائداً للفوج القاريّ الثاني عشر المشكّل حديثا آنذاك، وشارك هذا الفوج في معركة بنكر هيل وحملة نيويورك وكذلك معارك ترينتون وبرينستون. في عام 1777 تقاعد موسى ليتل من الجيش القاري. عُرض على ليتل قيادة حملة بنوبسكوتفي عام 1779 من قبل ولاية ماساتشوستس ولكنه رفض ذلك. تعرض موسى ليتل لسكتة دماغية في عام 1781 وفقد النطق. أطلق اسم بلدة «ليتلتون» في نيو هامبشير في عام 1784، تكريماً له. توفي موسى ليتل في 27 مايو 1798.